# Polierwert
Der Polierwert (engl.: polished stone value - PSV) ist eine Maßzahl für den Widerstand eines Mineralstoffes gegen die polierende Wirkung von Fahrzeugreifen und dient als Kennwert im Straßenbau. Um einen sicheren Verkehrsablauf sicherzustellen, werden hohe Anforderungen an die Griffigkeit von Asphaltdeckschichten gestellt. 

## Vorgaben
Die ZTV-Asphalt StB 01 definiert Anforderungswerte an die Edelsplitte und Edelbrechsande von Deckschichten. So ist für Straßen der Bauklasse SV bis III (mit besonderer Beanspruchung) ein PSV ≥ 50 einzuhalten. Für die Bauklassen III (normale Beanspruchung) bis VI ist ein PSV ≥ 43 maßgebend.
Um auf neu eingebauten Asphaltflächen eine ausreichende Griffigkeit herzustellen, sind neben der Verwendung von qualitativ hochwertigen Gesteinskörnungen (hoher Polierwiderstand) die Flächen mit Brechsand abzustumpfen.